# Outriaz
Outriaz (pronunciado /utʁija/) es una comuna francesa situada en el departamento de Ain, de la región de Auvernia-Ródano-Alpes.
Se constituyó en 1873 por segregación de Lantenay

## Demografía
| 236 | 225 | 204 | 255 | 275 | 264 | 271 | 256 | 260 |
| Para los censos de 1962 a 1999 la población legal corresponde a la población sin duplicidades (Fuente: INSEE [Consultar]) |     |     |     |     |     |     |     |     |